# Joël Teasdale
Joël Teasdale, född 11 mars 1999, är en kanadensisk professionell ishockeyforward som är kontrakterad till Montreal Canadiens i National Hockey League (NHL) och spelar för Rocket de Laval i American Hockey League (AHL).
Han har tidigare spelat för Armada de Blainville-Boisbriand och Huskies de Rouyn-Noranda i Ligue de hockey junior majeur du Québec (LHJMQ).
Teasdale blev aldrig NHL-draftad.

## Statistik
| Källa: Utv = Utvisningsminuter Uppdaterad: 2023-05-21 | Källa: Utv = Utvisningsminuter Uppdaterad: 2023-05-21 | Källa: Utv = Utvisningsminuter Uppdaterad: 2023-05-21 |                                  | Grundserie                       | Grundserie                       | Grundserie                       | Grundserie                       | Grundserie                       |                                  | Slutspel                         | Slutspel                         | Slutspel                         | Slutspel                         | Slutspel |
| Säsong                                                | Lag                                                   | Liga                                                  | Matcher                          | Mål                              | Assists                          | Poäng                            | Utv                              | Matcher                          | Mål                              | Assists                          | Poäng                            | Utv                              |                                  |          |
| ----------------------------------------------------- | ----------------------------------------------------- | ----------------------------------------------------- | -------------------------------- | -------------------------------- | -------------------------------- | -------------------------------- | -------------------------------- | -------------------------------- | -------------------------------- | -------------------------------- | -------------------------------- | -------------------------------- | -------------------------------- | -------- |
| 2012–2013                                             | Grands Ducs de Mortagne Bantam AAA                    |                                                       | 33                               | 22                               | 14                               | 36                               | 10                               | 6                                | 7                                | 7                                | 14                               | 2                                |                                  |          |
| 2013–2014                                             | Noir et Or de Mortagne Bantam AAA                     |                                                       | 23                               | 17                               | 9                                | 26                               | 18                               | 3                                | 2                                | 2                                | 4                                | 4                                |                                  |          |
|                                                       | Noir et Or de Mortagne Espoir                         | LHEQ                                                  | 7                                | 3                                | 2                                | 5                                | 4                                | —                                | —                                | —                                | —                                | —                                |                                  |          |
| 2014–2015                                             | Gaulois du Antoine-Girouard                           | LHMAAAQ                                               | 29                               | 8                                | 13                               | 21                               | 14                               | —                                | —                                | —                                | —                                | —                                |                                  |          |
| 2015–2016                                             | Armada de Blainville-Boisbriand                       | LHJMQ                                                 | 53                               | 11                               | 16                               | 27                               | 10                               | 11                               | 3                                | 0                                | 3                                | 2                                |                                  |          |
| 2016–2017                                             | Armada de Blainville-Boisbriand                       | LHJMQ                                                 | 60                               | 18                               | 29                               | 47                               | 25                               | 18                               | 5                                | 10                               | 15                               | 15                               |                                  |          |
| 2017–2018                                             | Armada de Blainville-Boisbriand                       | LHJMQ                                                 | 65                               | 32                               | 33                               | 65                               | 14                               | 22                               | 8                                | 13                               | 21                               | 14                               |                                  |          |
| 2018–2019                                             | Armada de Blainville-Boisbriand                       | LHJMQ                                                 | 37                               | 19                               | 19                               | 38                               | 29                               | —                                | —                                | —                                | —                                | —                                |                                  |          |
|                                                       | Huskies de Rouyn-Noranda                              | LHJMQ                                                 | 29                               | 24                               | 18                               | 42                               | 19                               | 20                               | 14                               | 20                               | 34                               | 12                               |                                  |          |
| 2019–2020                                             | Rocket de Laval                                       | AHL                                                   | Spelade ej på grund av knäskada. | Spelade ej på grund av knäskada. | Spelade ej på grund av knäskada. | Spelade ej på grund av knäskada. | Spelade ej på grund av knäskada. | Spelade ej på grund av knäskada. | Spelade ej på grund av knäskada. | Spelade ej på grund av knäskada. | Spelade ej på grund av knäskada. | Spelade ej på grund av knäskada. | Spelade ej på grund av knäskada. |          |
| 2020–2021                                             | Rocket de Laval                                       | AHL                                                   | 26                               | 8                                | 10                               | 18                               | 4                                | —                                | —                                | —                                | —                                | —                                |                                  |          |
| 2021–2022                                             | Rocket de Laval                                       | AHL                                                   | 44                               | 15                               | 13                               | 28                               | 17                               | 15                               | 1                                | 1                                | 2                                | 18                               |                                  |          |
| 2022–2023                                             | Montreal Canadiens                                    | NHL                                                   | 2                                | 0                                | 1                                | 1                                | 0                                | —                                | —                                | —                                | —                                | —                                |                                  |          |
|                                                       | Rocket de Laval                                       | AHL                                                   | 58                               | 23                               | 15                               | 38                               | 27                               | 2                                | 0                                | 0                                | 0                                | 2                                |                                  |          |
| NHL totalt                                            | NHL totalt                                            | NHL totalt                                            | 2                                | 0                                | 1                                | 1                                | 0                                | —                                | —                                | —                                | —                                | —                                |                                  |          |
| AHL totalt                                            | AHL totalt                                            | AHL totalt                                            | 128                              | 46                               | 38                               | 84                               | 48                               | 17                               | 1                                | 1                                | 2                                | 20                               |                                  |          |
| LHJMQ totalt                                          | LHJMQ totalt                                          | LHJMQ totalt                                          | 244                              | 104                              | 115                              | 219                              | 97                               | 71                               | 30                               | 43                               | 73                               | 43                               |                                  |          |